# Вільям С. Пейлі
Вільям Пейлі  (англ. William S. Paley) (нар. 29 вересня 1901, Чикаго — 26 жовтня 1990, Нью-Йорк) — медіаолігарх (США). Засновник Сі-Бі-Ес-радіо і телебачення Networks. Нащадок українських емігрантів до Америки (дід Вільяма Палея був власником лісопильного підприємства у передмісті Києва).
У 1975 став засновником Музею Телерадіомовлення (англ. Museum of Broadcasting) в Мідтауні Мангеттена, зробивши пожертву $2 млн. та викупивши два поверхи офісної будівлі на 1 East 53rd Street. Пізніше у 1991 році цей музей перейменували на Музей Телебачення та Радіо (англ. Museum of Television & Radio) і перенесли його в будівлю Вільяма С. Пейлі на 25 West 52nd Street. У 2007 році вся 16-поверхова будівля змінила назву на Медіа-центр Пейлі (англ. Paley Center for Media).